# 陰道方
陰 道方（いん どうほう、491年 - 532年）は、北魏の官僚。本貫は武威郡姑臧県。

## 経歴
北魏の徐州平南司馬・泰山郡太守の陰周達の孫にあたる。性格は温和で文雅であり、古典籍やその注釈を渉猟し、李神儁に知られて賞賛された。李神儁が前将軍・荊州刺史となると、道方は求められて前軍府長流参軍となった。李神儁が道方を使者として南朝梁の雍州刺史の蕭綱のもとを訪ねさせ、辺境の事情を論じさせた。道方の態度は落ち着いていたため、蕭綱に賞賛された。正光末年、蕭綱がその軍主の曹義宗らを派遣して辺境の少数民族を扇動し、北魏に反抗させた。李神儁は道方に軍事を任せるべく新野へと向かわせた。道方は途中で少数民族に捕らえられ、曹義宗のもとに送られた。曹義宗は道方の身柄を襄陽に送致した。道方はそのまま梁の武帝のもとに送られ、尚方に抑留された。孝昌年間、帰国することができた。帰国後は奉朝請に任じられ、員外散騎侍郎に転じた。孝荘帝の初年、尚書左民郎中に転じ、起居注の執筆にあたった。529年（永安2年）、道方は孝荘帝の命を受けて儀曹郎中の王元旭とともに梁への使者として立った。南兗州まで下ったが、孝荘帝の命を受けて帰還した。安東将軍・光禄大夫に転じ、右民郎中を兼ねた。532年（太昌元年）、死去した。享年は42。撫軍将軍・荊州刺史の位を追贈された。

## 伝記資料
- 『魏書』巻52 列伝第40